# Buckethead
Buckethead (født Brian Carroll 13. maj 1969) er en amerikansk guitarist og sangskriver. 
Han er kendt for at bære en hvid maske og en "Kentucky Fried Chicken bucket" (deraf navnet), en "udklædning" som Carroll skabte for at understrege sin musik i stedet for sin person – ifølge ham selv.
Carroll har arbejdet med bl.a. følgende artister: Les Claypool, Tony Williams, Bootsy Collins, Bernie Worrell, Serj Tankian (System of a Down), Guns N' Roses, Saul Williams, Mike Patton, Viggo Mortensen og Bill Laswell på Praxis.

## Eksterne envisninger
- Wikimedia Commons har flere filer relateret til Buckethead
- Buckethead på Allmusic
- Buckethead på Discogs
- Buckethead på MusicBrainz
- Buckethead på Encyclopaedia Metallum
- Buckethead på Encyclopaedia Metallum
- Buckethead på Last.fm
- Buckethead på VGMdb